# Subotica (gmina Svilajnac)
Subotica (cyr. Суботица) – wieś w Serbii, w okręgu pomorawskim, w gminie Svilajnac. W 2011 roku liczyła 667 mieszkańców.